# Organisation
 Ikke at forveksle med musikgruppen Kraftwerk som tidligere hed Organisation
En organisation er en gruppe mennesker, som er samlet om samme mål eller interesser. I Danmark findes der organisationer inden for en lang række områder, heriblandt en del frivillige foreninger. Organisation studeres videnskabeligt i organisationsteori.

## Forskellige definitioner
Organisation kan f.eks. defineres som:
- En samling mennesker som har besluttet sig for at arbejde sammen om at nå et eller flere kendte mål.
- Et system af roller, der sammenknyttes af kommunikationsveje for at hjælpe deltagerne sammen at opnå visse mål.
- Et bevidst, stabilt og målrettet samarbejde mellem mennesker.